# Laamamra
Laamamra (franska: Laamamra (CR), Laamamra (Commune Rurale), arabiska: خط ازكان) är en kommun i Marocko.   Den ligger i provinsen Safi och regionen Marrakech-Safi, i den norra delen av landet, 300 km sydväst om huvudstaden Rabat. Antalet invånare är 12 107.